# Институт экономики и управления в промышленности
Институт экономики и управления в промышленности (ИЭУП) — российское негосударственное высшее учебное заведение. Существует с 1995 года.

## История института
Институт был основан в 1995 году для осуществления образовательной деятельности и научных исследований в сфере экономики промышленных компаний, предпринимательства и государственно-частного партнерства.
В 1999 году к Институту был присоединен Учебный центр «Станкобизнес», созданный в 1936 году как «Московский институт повышения квалификации инженерно-технических работников спецпромышленности». В 1946 году название было изменено на «Московский институт повышения квалификации и переквалификации инженерно-технических работников Министерства сельскохозяйственного машиностроения СССР».
В 1950-е годы, в связи с неоднократным изменением ведомственной принадлежности, название института соответственно изменялось: «Московский институт повышения квалификации и переквалификации инженерно-технических работников Министерства машиностроения СССР» (1953—1954), «Московский институт повышения квалификации и переквалификации инженерно-технических работников Министерства автомобильного, тракторного и сельскохозяйственного машиностроения СССР» (1954—1955), «Московский институт повышения квалификации и переквалификации инженерно-технических работников Министерства тракторного и сельскохозяйственного машиностроения СССР» (1955—1957), «Институт повышения квалификации руководящих и инженерно-технических работников Мосгорсовнархоза по группе промышленности „А“» (1957—1962). В 1960-е годы компания была реорганизована в высшие технические курсы: «Высшие технические курсы повышения квалификации руководящих и инженерно-технических работников Мосгорсовнархоза по группе промышленности „А“» (1962—1966), «Высшие технические курсы повышения квалификации руководящих и инженерно-технических работников Министерства станкостроительной и инструментальной промышленности СССР» (1966—1970). С 1970 году организация на протяжении 20 лет носила название «Институт повышения квалификации руководящих работников и специалистов Министерства станкостроительной и инструментальной промышленности СССР» (1970—1990). В 1990 году институт был реорганизован в «Государственный учебный консультационный коммерческий центр „Станкобизнес“».
После 2000 года в состав Института были включены несколько организаций науки и образования — Институт экономических и социальных исследований, АНО «ИЭиСО», АНО «Центр социально-трудовых отношений».
В настоящее время Институт действует как организация высшего образования и повышения квалификации в сфере экономики и менеджмента. Основная специализация деятельности Института связана с предоставлением услуг бизнес-обучения и бизнес-консалтинга.
Институт располагает гостинично-деловым центром.
Институт является разработчиком и предлагает услуги интернет-платформы для дистанционного образования.

## Органы управления Института экономики и управления в промышленности

### Ректоры
- Рябинин Алексей Валерьевич, д.э.н. — с октября 2022 г. по настоящее время[12].
- Бойко Валерий Леонидович, к.э.н. — с августа 2021 г. по октябрь 2022 г.[12].
- Бахметьев Вадим Александрович, к.э.н. — с октября 2017 по август 2021[12].
- Лайфуров Сергей Николаевич, к.э.н. — с сентября 2016 по октябрь 2017[12].
- Самолётов Роман Валерьевич, к.э.н. — с августа 2015 по сентябрь 2016[12].
- Романовский Владимир Владимирович — с декабря 2012 по август 2015[12].
- Рябинин Алексей Валерьевич, д.э.н. — с декабря 1995 до декабря 2012[12].

### Исполнительные директора
- Бахметьев Вадим Александрович, к.э.н. — с сентября 2021[12][13].

## Структура института
По данным на ноябрь 2021 года, структура Института экономики и управления в промышленности следующая:
- Ректорат
- Экономический факультет :
  - Кафедра экономики
- Иные структурные подразделения:
  - Приёмная комиссия
  - Учебно-методический отдел
  - Исполнительная дирекция

## Образовательная деятельность
Институт экономики и управления в промышленности осуществляет образовательную деятельность в области профессионального высшего образования по специальностям: «Экономика», «Менеджмент», «Управление персоналом», «Государственное и муниципальное управление».
Институт имеет государственную аккредитацию на период до 2027 года по специальности «Экономика».
По данным на 2017 год, в Институте экономики и управления в промышленности обучается 1015 студентов бакалавриата, специалитета и магистратуры.
Программы подготовки вуза также имеют профессионально-общественную аккредитацию: направления подготовки по специальностям «Менеджмент» и «Государственное и муниципальное управление» аккредитованы Аккредитационным советом Ассоциации Менеджеров РФ, а программы по специализациям «Экономика» и «Управление персоналом» аккредитованы Аккредитационным советом Вольного экономического общества РФ. С 19.10.2011 вуз получил государственную аккредитацию.

## Издательская деятельность
Институт экономики и управления в промышленности совместно с Институтом экономических и социальных исследований издаёт периодические журналы: «Местное самоуправление в Российской Федерации» (издаётся с 2007 года, тираж 5000 экз.) и «Промышленная политика в Российской Федерации» (издаётся с 1999 года, тираж 5000 экз.). Также Институт издавал журналы «Федеративные отношения и региональная социально-экономическая политика» (1999—2008) и «Корпоративная социальная ответственность» (2012—2018)
Кроме периодических журналов Институтом издано много различных научных и учебно-методических изданий. Наиболее известное издание Института — энциклопедия «Вся Россия», первый том которой «Города и населённый пункты» был издан в 2001 году, а второй «Регионы» — в 2002 году. Кроме того, Институт экономики и управления в промышленности два раза в год выпускает справочник «Федеральные и региональные органы власти Российской Федерации».